# Jack Telnack

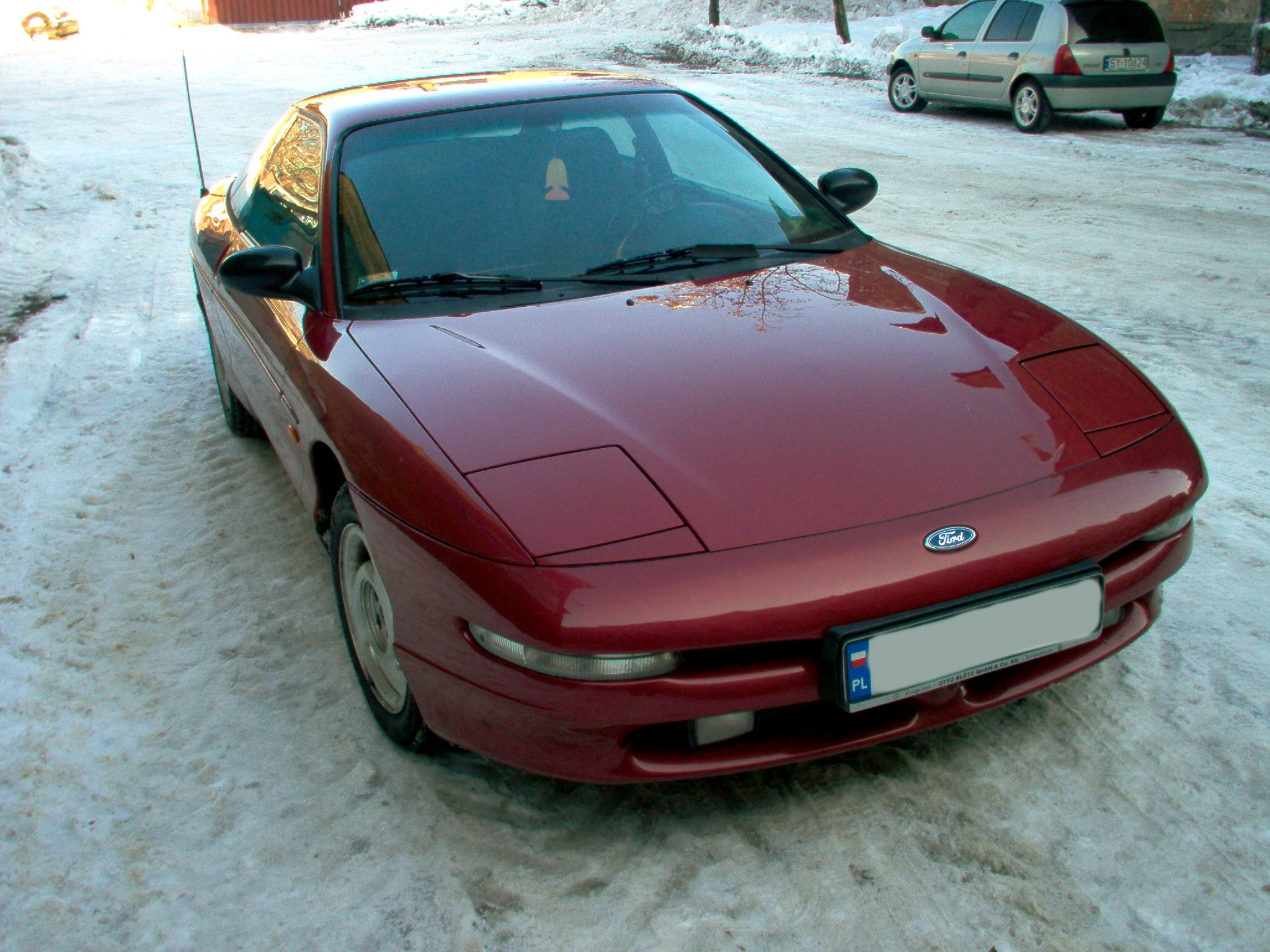
Ford Probe GT

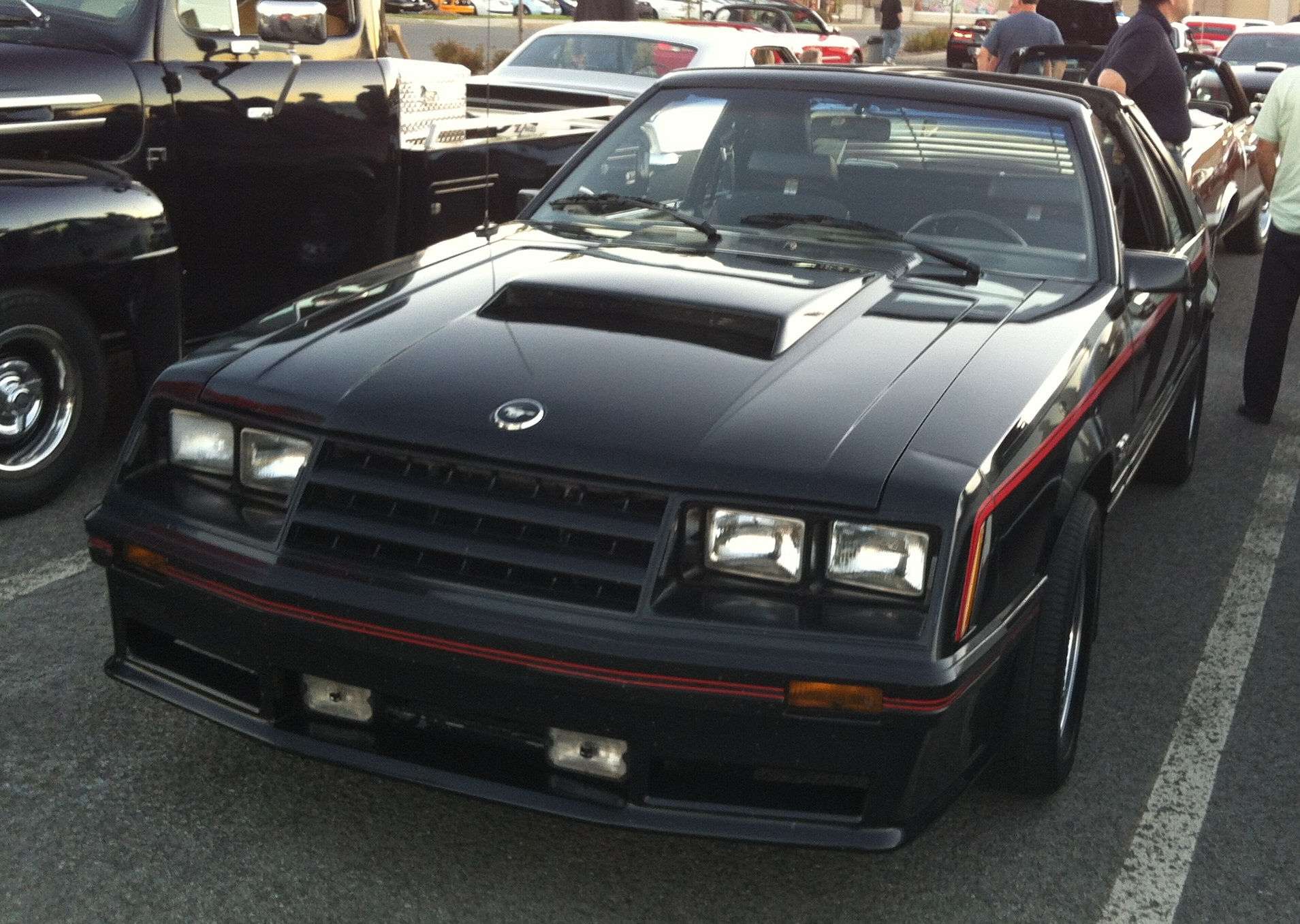
La tercera generación del Ford Mustang Liftback (1979) (Les chauds vendredis '14)

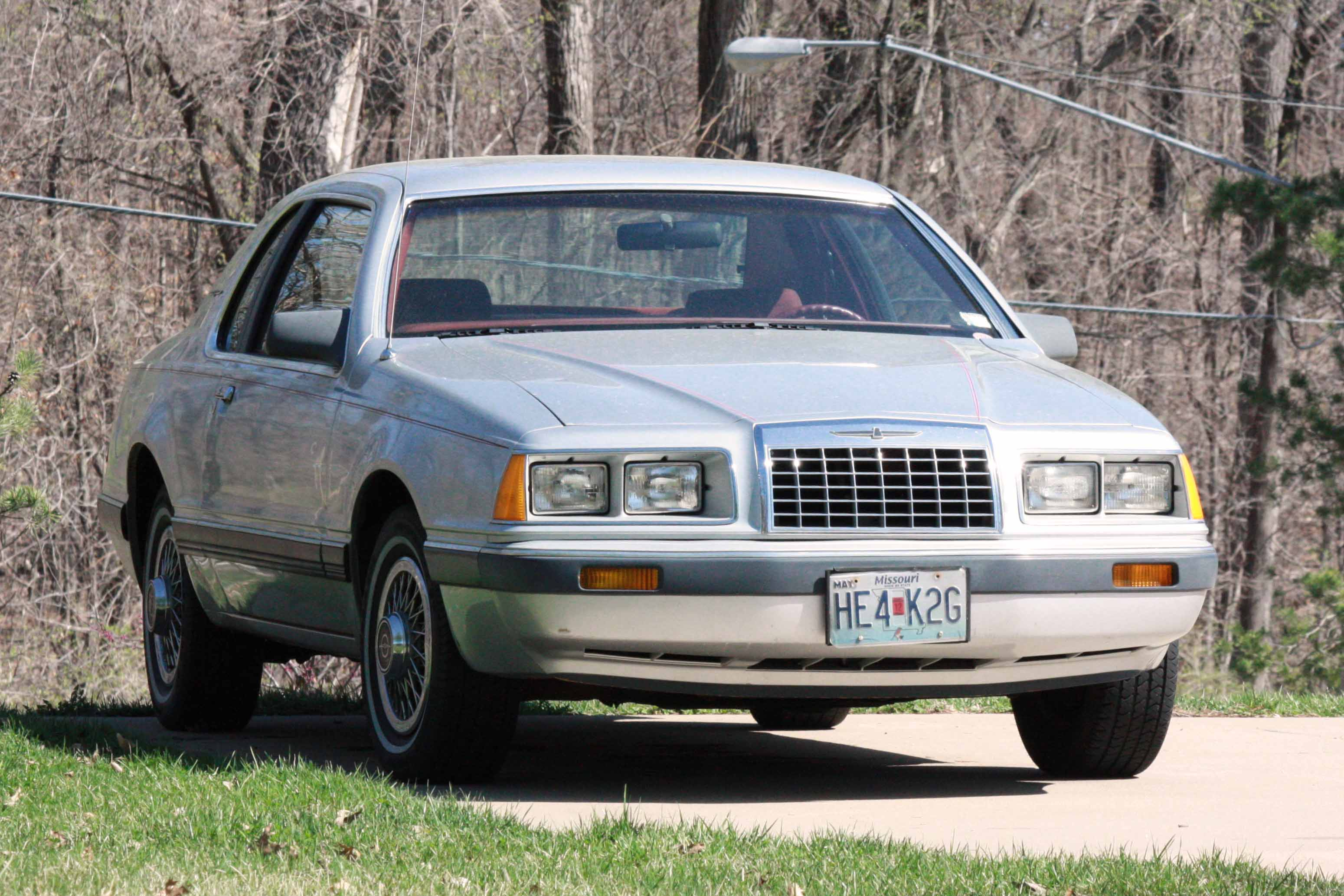
Ford Thunderbird de 1983

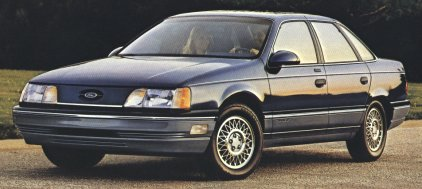
Ford Taurus LX

Jack Telnack, nombre con el que es conocido John J. Telnack (nacido el 1 de abril de 1937) es un diseñador de automóviles estadounidense, vicepresidente global de diseño de Ford Motor Company entre 1980 y 1997. Hacia el final de su carrera, en la década de 1990, introdujo el estilo "New Edge", que marcaría el diseño de Ford durante las décadas siguientes.

## Semblanza
Telnack nació en 1937 en la ciudad de Dearborn (Míchigan), sede de la compañía Ford, a la que estaría ligado a lo largo de toda su carrera. Después de su formación en el Art Center College of Design, comenzó a trabajar como diseñador de Ford a los 21 años de edad en 1958, y se convirtió en el estilista jefe de la División Mercury en 1965.
En 1966 pasó a ser diseñador jefe de Ford Australia, donde dirigió el rediseño de Ford Falcon, y en 1974 fue nombrado vicepresidente de diseño para Ford Europa. 
Se retiró de su puesto a finales de 1997, siendo reemplazado por J Mays.

## Realizaciones
Telnack y su equipo de diseñadores fueron los responsables de marcar el comienzo de una nueva era de diseño aerodinámico en el mercado de los Estados Unidos. Coches como el Ford Mustang de 1979 (de tercera generación), el Ford Thunderbird de 1983 (novena generación), el Ford Tempo de 1984 y el Continental Mark VII de 1984 fueron éxitos moderados que mostraron la intención de Ford de cambiar su lenguaje de diseño tradicional por un estilo europeo más contemporáneo.
Junto con su equipo de diseñadores, conocido colectivamente como el "Equipo Taurus", concibió el Ford Taurus de 1986: un automóvil ampliamente reconocido como la razón principal por la que la estrategia de recuperación de Ford Motor Company tuvo éxito durante este período. El lenguaje de diseño para minimizar la resistencia al aire del Taurus influyó en todos los demás modelos de la firma, desde el Ford F-100 al Lincoln Town Car en la década de 1990.
Otros coches menos conocidos, como el Mercury Sable de 1986, tenían un coeficiente de arrastre aerodinámico de 0.29. La parrilla con una barra horizontal del Sable continuó siendo un sello distintivo del diseño de Mercury durante la década siguiente. Telnack también contribuyó a dar forma al Ford Probe de 1989 y al Lincoln Mark VIII de 1993.
Hacia el final de su carrera trabajó en la tercera generación del Taurus de 1996, introduciendo motivos ovalados. Aunque fue ampliamente criticado y considerado demasiado radical para los gustos del mercado, también creó en 1996 el estilo "New Edge" que dio lugar a automóviles como el prototipo del Ford Ka y el Ford GT90, influyendo en el diseño del Ford Focus de 1998.

## Reconocimientos
- En 1999, la Global Automotive Elections Foundation nominó a Telnack entre un grupo de veinticinco diseñadores que competían por la designación como Diseñador Automotriz del Siglo.
- Incluido en el Salón de la Fama del Automóvil en 2008.[4]